# Joaquín de la Pezuela

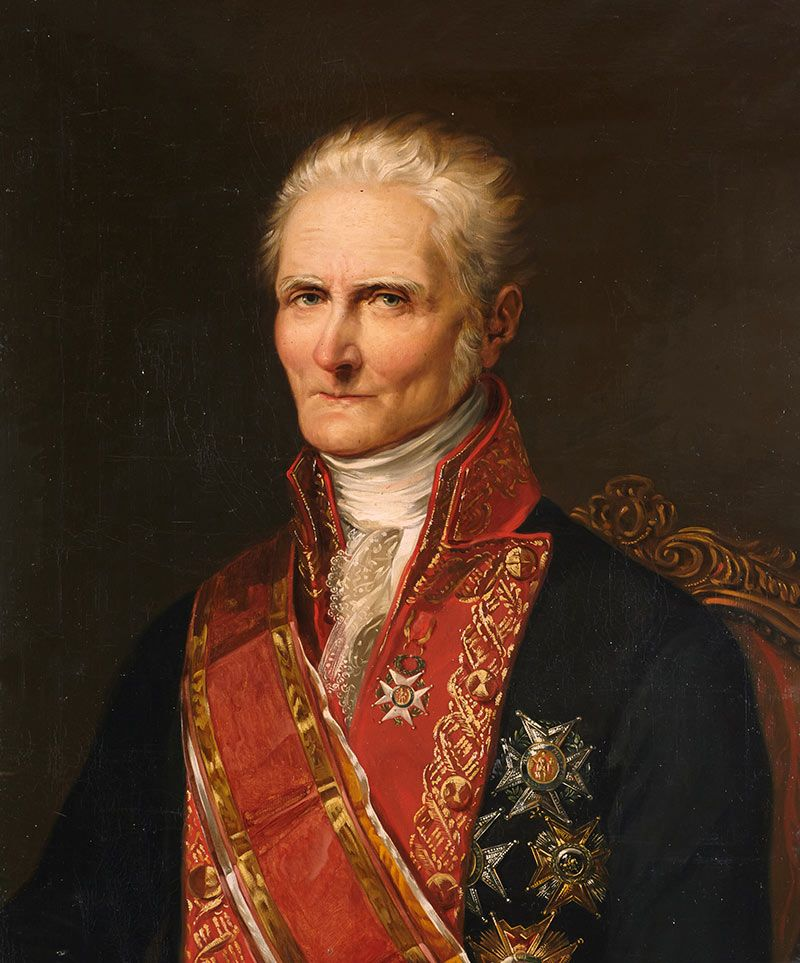
Joaquín de la Pezuela, spanischer Vizekönig von Peru (1816–21)

Joaquín de la Pezuela y Sánchez Muñoz de Velasco, Marquis de Viluma (* 1761 in Naval, Provinz Huesca in Spanien; † 1830 in Madrid) war ein spanischer Offizier und Vizekönig von Peru.

## Leben

### Herkunft und Karriere
Pezuela stammte aus einer Hidalgo-Familie, die ursprünglich aus dem kantabrischen Santander kam. Er besuchte die Artillerie-Hochschule in Segovia, trat in die spanische Armee ein, kämpfte während der Belagerung von Gibraltar gegen die Briten und später, 1793 und 1794, gegen die Franzosen in Guipúzcoa und Navarra. 1805 ging er als Befehlshaber der Armee in Alto Perú – dem heutigen Bolivien – nach Amerika.
Pezuela wurde von Vizekönig José Fernando Abascal y Sousa nach Peru berufen und ihm wurde dort die königlichen Artillerie unterstellt. Er reorganisierte die Artillerie und sorgte für deren Modernisierung unter besonderer Beachtung technischer Aspekte. 1813 wurde er zum Brigadier befördert.

### Die Unabhängigkeitskriege
Als Verteidiger der spanischen Krone kämpfte Pezuela gegen die südamerikanische Unabhängigkeitsbewegung. Er besiegte Manuel Belgrano am 19. Oktober 1813 in der Schlacht von Vilcapugio und am 14. November 1813 in der Schlacht von Ayohuma im heutigen Bolivien. Nach diesen Erfolgen rückte er nach Süden vor und besetzte am 27. Mai 1814 San Salvador de Jujuy in Nordargentinien und am 25. Juli 1814 Salta. Unter ständigen Attacken von General Martín Miguel de Güemes’ Gauchotruppen wurde er jedoch gezwungen sich zurückzuziehen. Er verlor 1200 Männer auf dem Rückzug nach Jujuy.
1815 kämpfte Joaquín de la Pezuela gegen José Rondeau, den er in der Schlacht von Sipe-Sipe (Viluma) besiegte. Diese Schlacht fand am 29. November 1815 in der Nähe von Cochabamba in Alto Perú statt. Sie war eine der empfindlichsten Niederlagen, die die Freiheitskämpfer in den Südamerikanischen Unabhängigkeitskriegen erlitten. Die Rebellen verloren 2.000 Mann und ihre gesamte Artillerie.
Für seine Erfolge wurde Pezuela 1816 zum Generalleutnant befördert und erhielt den Titel Marqués de Viluma. Durch königlichen Befehl vom 15. Oktober 1815 wurde er zum amtierenden Vizekönig von Peru ernannt und ersetzte den abberufenen José Fernando Abascál y Sousa. Am 7. Juli 1816 wurde Pezuela Vizekönig und Generalkapitän von Peru.
1819 wurde Joaquín de la Pezuela in Callao vom Geschwader Thomas Cochranes angegriffen. Dies war der Auftakt zu weiteren Operationen des chilenischen Geschwaders an der Küste von Peru, die in der Landung eines chilenisch-argentinischen Befreiungsheers unter José de San Martín im folgenden Jahr gipfelte. Die Erfolge dieser Expedition brachten de la Pezuela politisch in Bedrängnis. Daher begann eine Gruppe von Offizieren gegen den Vizekönig zu konspirieren. Bei einer Versammlung in Aznapuquio unterzeichneten diese ein Protokoll, in dem dessen Abdankung gefordert wird. José de la Serna e Hinojosa, der Kopf der Verschwörer, ließ sich am 29. Januar 1821, von de la Pezuela selbst zum Nachfolger küren. Pezuela kehrte 1825 nach Spanien zurück, wo er das Amt des Generalkapitäns von Neukastilien ausübte. Er starb 1830 in Madrid.

## Familie
Sein Sohn Juan de la Pezuela y Ceballos, Conde de Cheste (1809–1906), geboren in Lima, war ein spanischer General, konservativer Politiker und Gelehrter. Er war Marine- und Handelsminister in der spanischen Regierung und später Senator.